# オリーブ

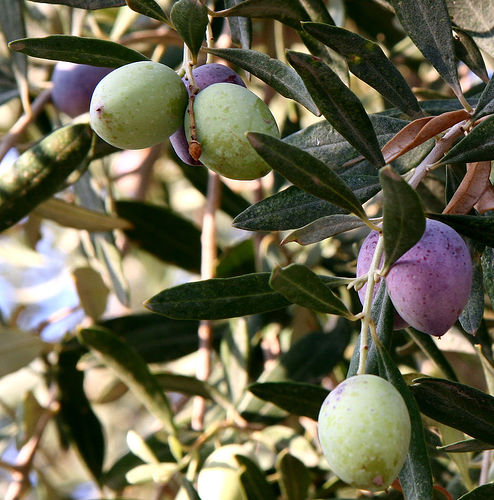
オリーブの果実と葉。果実は色が緑から紫を経て黒に変わっていくがどちらも利用できる。緑のものをグリーンオリーブと呼び加工用にされる。黒のものをブラックオリーブと呼び生食にもされる。

オリーブ（阿利襪、阿列布、橄欖、英: olive [ˈɒlɨv]、学名: Olea europaea）は、モクセイ科オリーブ属の常緑高木。実が食用油（オリーブ・オイル）の原料や食用になるため、広く栽培されている。

## 概要
果実は油分を多く含み、主要な食用油の一つであるオリーブ・オイルの原料である。
古代から重要な油糧作物として知られ、新石器時代から利用され、紀元前3000年以上前から食料や薬、油を採ったりするために栽培されてきた。また原産地が西洋文明の発祥区域であった地中海沿岸であるため、旧約聖書で鳩がオリーブ(זַיִת zayit)の葉をくわえて帰ってきたのを見てノアは洪水が退いたことを知った（『創世記』8章11節）という記述をはじめ多くの文化的記録が残っている。葉が小さくて硬く、比較的乾燥に強いことからスペインやイタリアなどの地中海地域で広く栽培されている。
紀元前700年頃から古代ギリシアはオリーブの栽培によって国力を蓄え、今日の産油国のように繁栄を迎えた。オリーブには希少価値があり、ヘロドトスは紀元前5世紀頃に「アテナイを除き、世界のどこにもオリーブの木は存在しない」と記述している。ギリシアが地中海各地に植民市を建設するとともに、オリーブの木も移植され広まっていった。紀元前370年頃にイタリア半島へ移植され、やがてオリーブの主要生産地の一つとなった。

## 名称
日本語では基本的には英語やフランス語を音写した「オリーブ」と呼ばれる。聖書の古い訳で「橄欖（かんらん）」という字があてられたが、のちに誤りだとして現代訳ではオリーブに改められている。橄欖は本来オリーブとは全く異なるカンラン科の常緑高木である（カンラン (カンラン科)を参照）。これは、オリーブに似た緑色の鉱物オリビン(olivine)を和訳する際に、まったく違う樹木である橄欖の文字を誤って当てて「橄欖石（かんらんせき）」と名づけてしまい、植物のほうも同様に誤字が流布してしまった結果であるという説がある。ただし、明治初期に和訳された新約聖書『マタイによる福音書』の中に「橄欖山の垂訓」があり、当時はオリーブを用法の似た「かんらん」と混同ないし、同一視されていたため、鉱物の誤訳説には疑問がある。また別の説では、カンランの果実を塩蔵したものを英語で chinese olive と称したことによるとも言われる。
古代ギリシア語では ἐλαία (エライアー：オリーブの木やオリーブの実を指す）、あるいは ἔλαιον (エライオン：オリーブ・オイルを指す）。前者は古く ἐλαίϝα（エライワー）のように発音されており、それをラテン語に借用した形が ŏlīva（オリーワ）である。ロマンス諸語のイタリア語 oliva、スペイン語 oliva、フランス語 olive はいずれもラテン語に由来する。英語の olive（オリーブ）は古フランス語からの借用である。なおオリーブ・オイルを指す ἔλαιον の方はラテン語に借用されて oleum となり、イタリア語 olio（オーリオ）、フランス語 huile（ユイル）、英語 oil（オイル）など多くの言語で「油」を意味する言葉は、オリーブを表わす古典ギリシャ語に由来する。オリーブを意味するヘブライ語は zayit（ザイト）、アラビア語は zeytoun（サイトゥーン）でよく似ているが、どちらも明るさと関係がある共通の語源に由来すると考えられている。

## 分布・生育地
オリーブの生産が盛んなのは地中海沿岸のスペインとイタリアであるが、オリーブの木が多い地域は中東である。

## 植物学的な特徴
原産地は西アジアで、極めて古くから地中海沿岸で広く栽培される。雨が少なく、乾燥した気候を好む性質がある。高温や干ばつにも耐え、寿命は1000年を超える。
常緑広葉樹の高木で、大きなものは高さ15メートル (m) になる。幹の樹皮は灰色を帯び、概して大きな枝が出ている。葉は対生し、細長くて皮質、表面は暗緑色、裏面は銀色がかって細かい毛がある。高温や強風による水分の蒸発を減らすために、葉の裏面は径1/6ミリメートル (mm) の微細な鱗片で覆われている。
花色は白色で小さなの花が房状につき、芳香がある。花後には油分を多く含む果実がなる。

## 利用
オリーブの果実は油を搾るほか食用にされる。オリーブの実はすべての果実の中で、エネルギー含有量が最も高く、食品としてもオイルランプの燃料としても重用されてきた。そのまま生食すると苦味が強いが、加熱すると苦味がやわらぐため、ピクルスやピザの材料としたり、塩漬けにしてカクテルのマティーニに添えられたりする。また種子からも油が取れるが、これはオリーブ核油といい、オリーブ油よりも品質が劣る。イタリア、スペイン、ポルトガル、ギリシャなど地中海沿岸諸国ではオリーブ油が盛んに使われる。使われ方も様々で、料理にオリーブ油が使われていることはもちろん、食卓にもオリーブ油にハーブの入った瓶や、オリーブ油に唐辛子を入れた小皿が出てきて、それらを好みで料理に入れる。人によっては、パスタに盛大にかけ回したり、パンに漬けて食べる人もいる。
日本国内の産地である香川県では、飼料にも使われている。葉の粉末入りの餌を与えた養殖ハマチはさっぱりした味わいになるという。搾油後の果実は食用の豚、牛、地鶏に与えられている。
オリーブの木材は硬く（爪の先で押してもほとんど傷つかない）重く（比重は約0.9）緻密で、油分が多く耐久性がある。このため装飾品や道具類、特にまな板、すり鉢・すりこぎ、スプーン、調理用へらなどの台所用品を作るのによく用いられる。木製品としてはかなり高価である。日本では印鑑の材料にされることもある。辺材は黄白色、心材は黄褐色で、褐色の墨流しのような不規則なしま模様がある。オリーブ材の加工はフランスやイタリアなどで盛んだが、ヨーロッパのオリーブは幹が細いものが多く、加工用のオリーブ材はチュニジアなどのアフリカ産が多い。日本でも小豆島でオリーブ材をわずかに生産している。

## 害虫
4月頃から先端が青虫に食害されることが多い。これを防ぐためにフェニトロチオン等の乳剤の希釈液を幹にだけ塗布する樹幹散布が行われる。日本での栽培においては日本の固有種オリーブアナアキゾウムシによる被害が大きい。このゾウムシはもともとオリーブと同じモクセイ科のネズミモチなどを食害していた昆虫だが、日本でオリーブの栽培が拡がるにつれ、これも食樹とするようになった。成虫は体長15mm、体幅6mm程度で体色は黒褐色をしており、幼虫は幹に穴を開けながら食べ続け、成虫も樹皮を食害する。成虫はオリーブの根本で越冬し、落ち葉や雑草が多くなるほど数が増える。

## 生産について

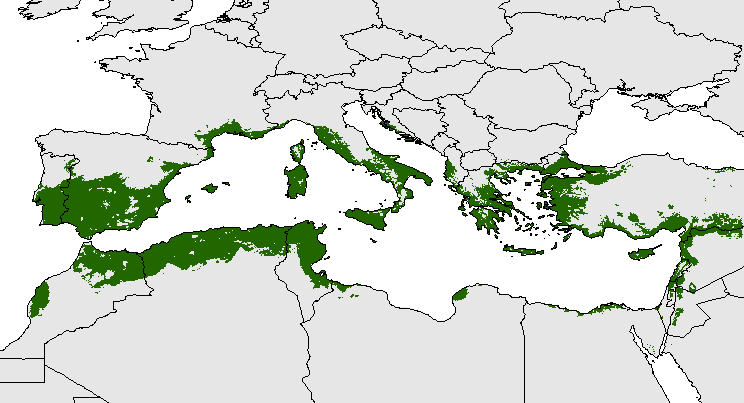
オリーブの生産地

オリーブは重要な商品作物である。国際連合食糧農業機関（FAO）の統計資料によると、98%以上の生産国は地中海に面し、そのうち、2/3がヨーロッパ州に集中している。
2002年のオリーブの実の生産量は1398万トンであり、全体の30.8%をスペインが生産（430万トン）していた。生産上位10カ国は、スペイン、イタリア(19.5%)、ギリシャ(14.3%)、トルコ(10.7%)、シリア(7.1%)、モロッコ(3.0%)、ポルトガル、エジプト、アルジェリア、ヨルダンである。うちトルコにおける「オリーブの栽培に関する伝統的な知識、方法と慣行」は2023年にユネスコの無形文化遺産の緊急指定リストに登録された。
1960年には年産400万トンだったが、1990年に1000万トンを超えた。2002年までの10年間に生産量が著しく増加した国は、スペイン（140万トン）、シリア（80万トン）、トルコ（70万トン）、エジプト（30万トン）。ギリシャ（20万トン）、ヨルダン（15万トン）である。逆に、減少が著しい国はイタリア（50万トン）、チュニジア（20万トン）である。
2002年時点で、地中海に面した国のうちオリーブ生産量（果実）が少ないのはアルバニア（2.7万トン）、キプロス（1.8万トン）、フランス（2万トン）、マルタのみである。地中海以外であっても、地中海性気候に属する地域を含む国ではオリーブは生産されている。例えば、イラン（4万トン）である。中央アジアでもわずかに生産されているが統計データとしてはごく少量である。
北米大陸では、カナダ南部ソルトスプリング島でも生産されるようになっている。

### 日本
日本へのオリーブの樹の伝来は、1862年及び1867年に、医師林洞海が、フランスから輸入した苗木を横須賀に植えたのが最初とされている。
明治維新後、殖産興業をめざす明治政府は、海外の有用動植物を移入して国内での繁殖・栽培を試み、暖地性作物については1878年に神戸に3000坪の園地を設け、ゴムノキのほかオリーブを植えた。当時は「神戸阿利襪（オリーブ）園」と書き、日本におけるオリーブ栽培の始まりであった。主導したのは、フランス留学時に多くの植物を持ち帰った薩摩藩出身の前田正名である。1882年には実の塩蔵品とオリーブ・オイルを生産するに至り、その味はフランス出身のお雇い外国人ボアソナードが絶賛する程であった。西南戦争で財政難に陥った明治政府はオリーブ園の売却を決め、1888年（明治21年）に前田に払い下げ、前田は後に川崎正蔵（川崎造船所創業者）に売った。日露戦争を機に日本が北洋漁業を拡大したため缶詰用オリーブ・オイルの需要が増えため、1905年から神戸市農会が諏訪山に残っていた300本を管理したが、神戸市街の拡大に伴い1908年にオリーブ園事業は完全に中止された。神戸市内の湊川神社にあるオリーブは、神戸オリーブ園由来の古木である。神戸でのオリーブ栽培はその後に途絶えたが、現在は神戸市となっている押部谷町で2018年に「神戸オリーブ園復活プロジェクト」が始まり、オリーブ油が生産されている。
1907年（明治40年）、当時の日本政府農商務省は、三重・香川・鹿児島の3県を指定して、翌1908年（明治41年）にそれぞれ1.2ヘクタールの規模で試験栽培を開始した。小豆島町の西村地区に植えたオリーブだけが順調に生育し、栽培後2年ほどで結実。大正時代の初めには搾油ができるまでになった。
小豆島は現在、日本を代表するオリーブの産地となっている。小豆島がオリーブ栽培に適しているのは、原産地である地中海地方の気候とよく似ているからといわれている。小豆島は、温暖で降水量が少なく、日照時間が長い。毎年4月頃に新芽が出始め、5月頃には白い小さな花を咲かせるオリーブ。10月上旬頃から実の収穫を開始し、10月中旬ごろから1月にかけて、採油されたてのエキストラバージンオリーブオイルが販売されている。
現在は香川県を含む四国全域、岡山県、広島県、兵庫県、九州、関東地方、中部地方、東北地方など全国各地で栽培されている。宮城県石巻市が東日本大震災からの復興の一環として、「北限のオリーブ」栽培に取り組んでいる。2015年からはさらに北方の北海道豊浦町でも栽培が行われている。
日本で新たな品種も育成されており、香川県が開発した「香オリ3号」「香オリ5号」が日本発で初めて品種登録に至った。
なお、果実から種を取り出すための専用器具も販売されている。
程度差はあるが自家不和合性が有るため同一品種の花粉では結実し難い。

#### 耐用年数について
日本の平成20年度税制改正において、法人税等の「減価償却資産の耐用年数等に関する省令」が改正され、別表第四「生物の耐用年数表」によれば平成20年4月1日以後開始する事業年度にかかるオリーブ樹の法定耐用年数は25年となった。

### ギャラリー

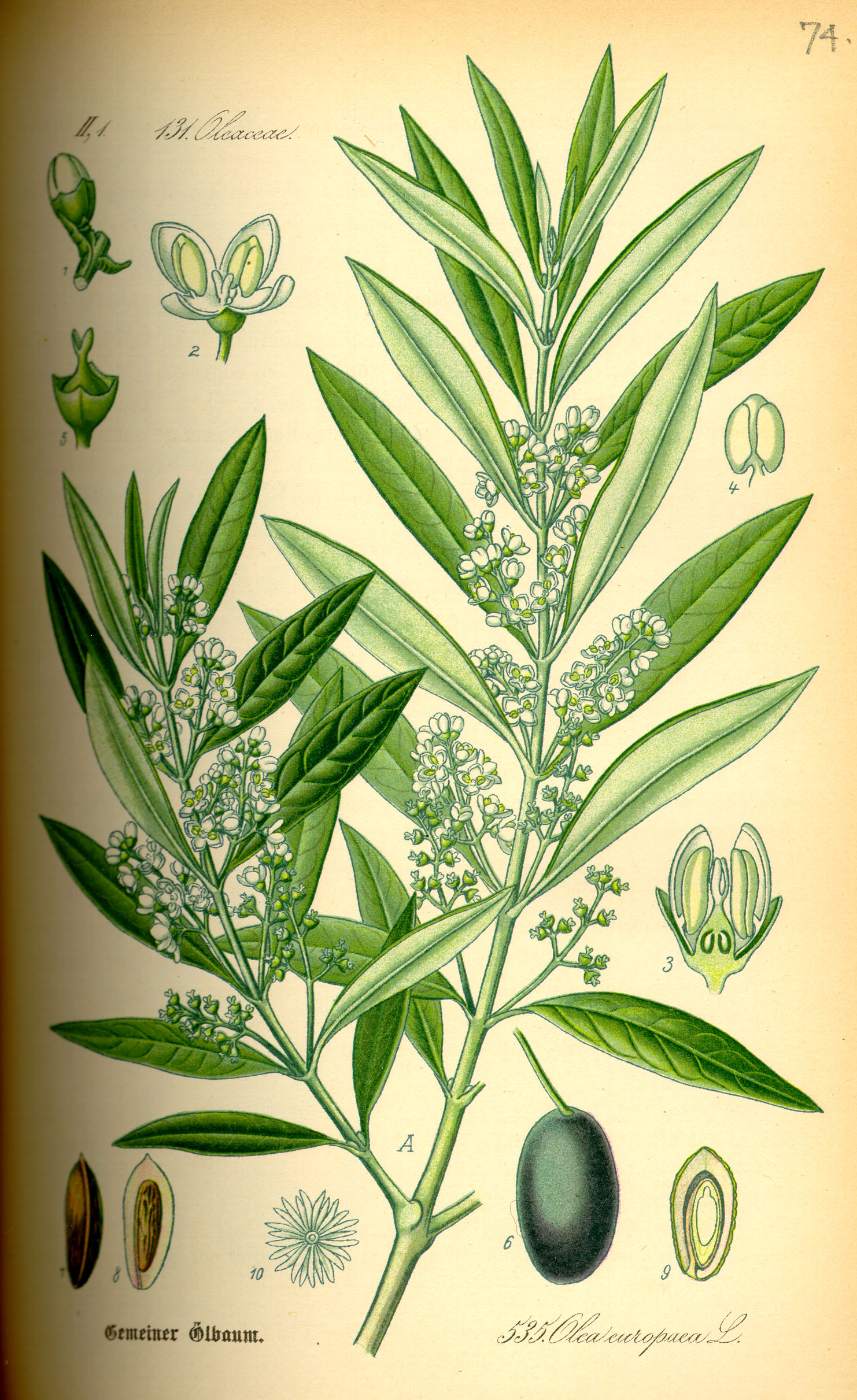
オリーブOlea europaea 中央は花を付けたオリーブの枝。左上はつぼみ、花びらを4枚付けた花、開花後のがく、左下はオリーブの種子と綿。右上は2本の楕円形のおしべ、右中央は花の側断面図、右下は紫黒色に熟したオリーブの実と側断面図。
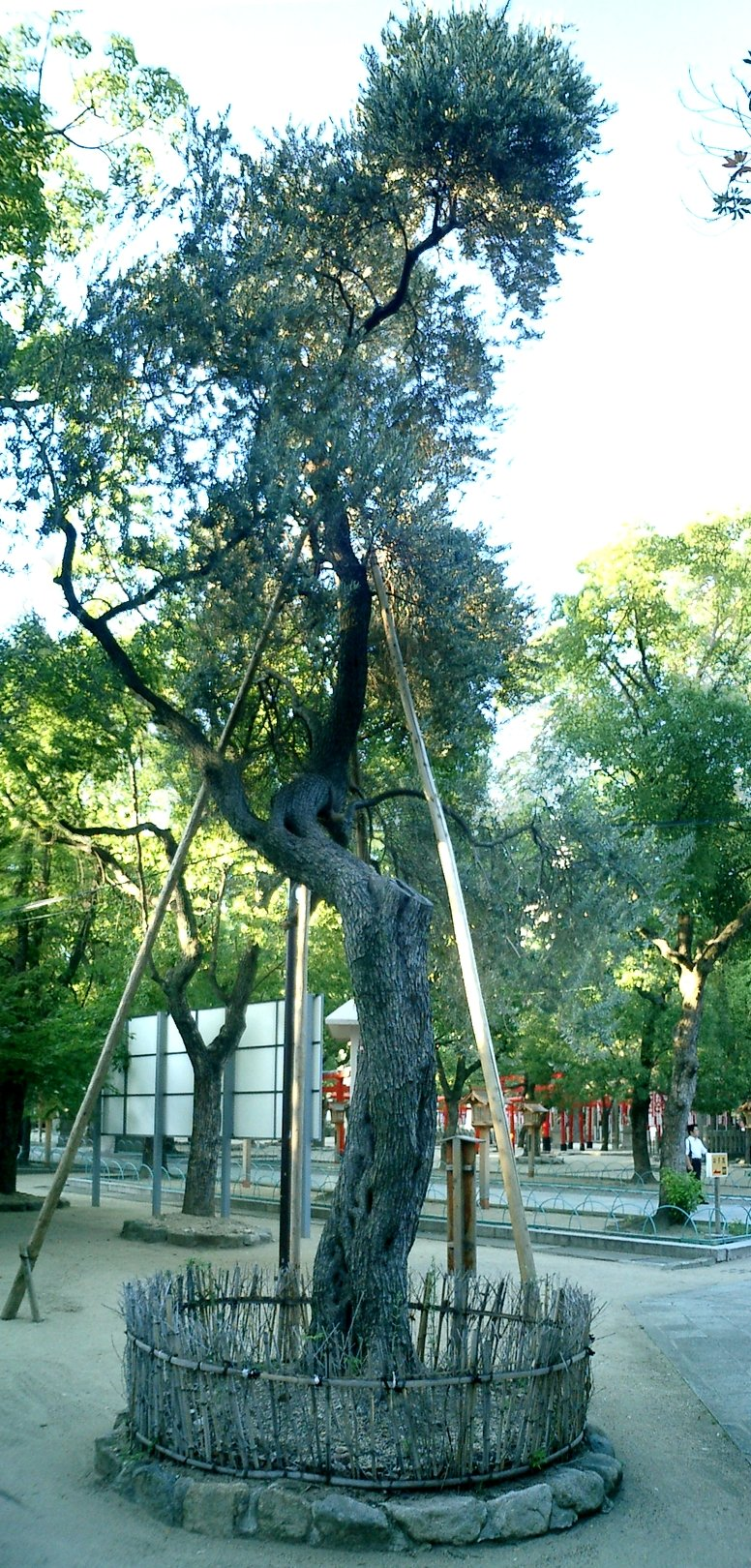
湊川神社にあるオリーブの木。明治十一年パリ万国博覧会日本館長前田正名がフランスから持ち帰ったもので、日本最初のオリーブの木とされる。
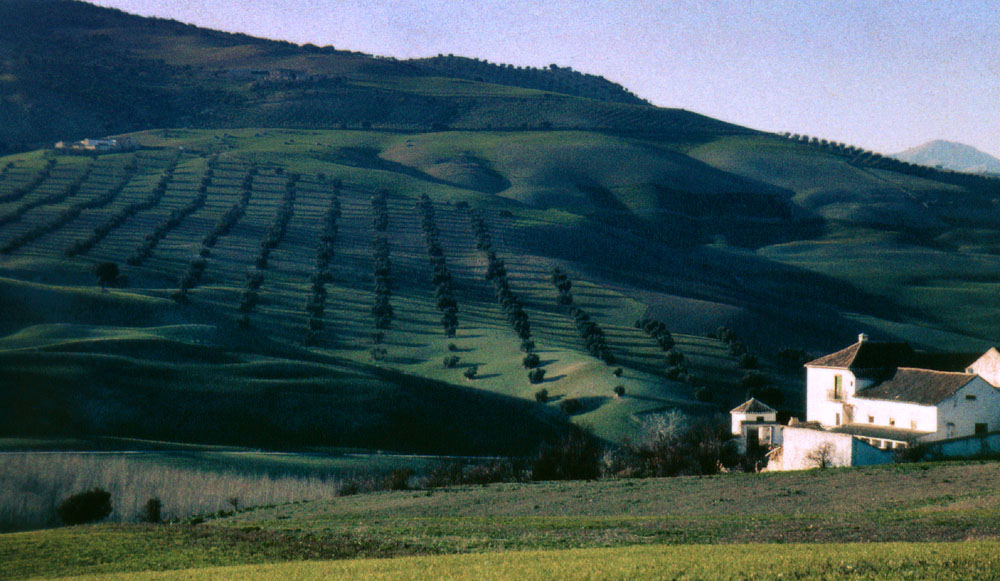
スペインのアンダルシア州におけるオリーブのプランテーション。
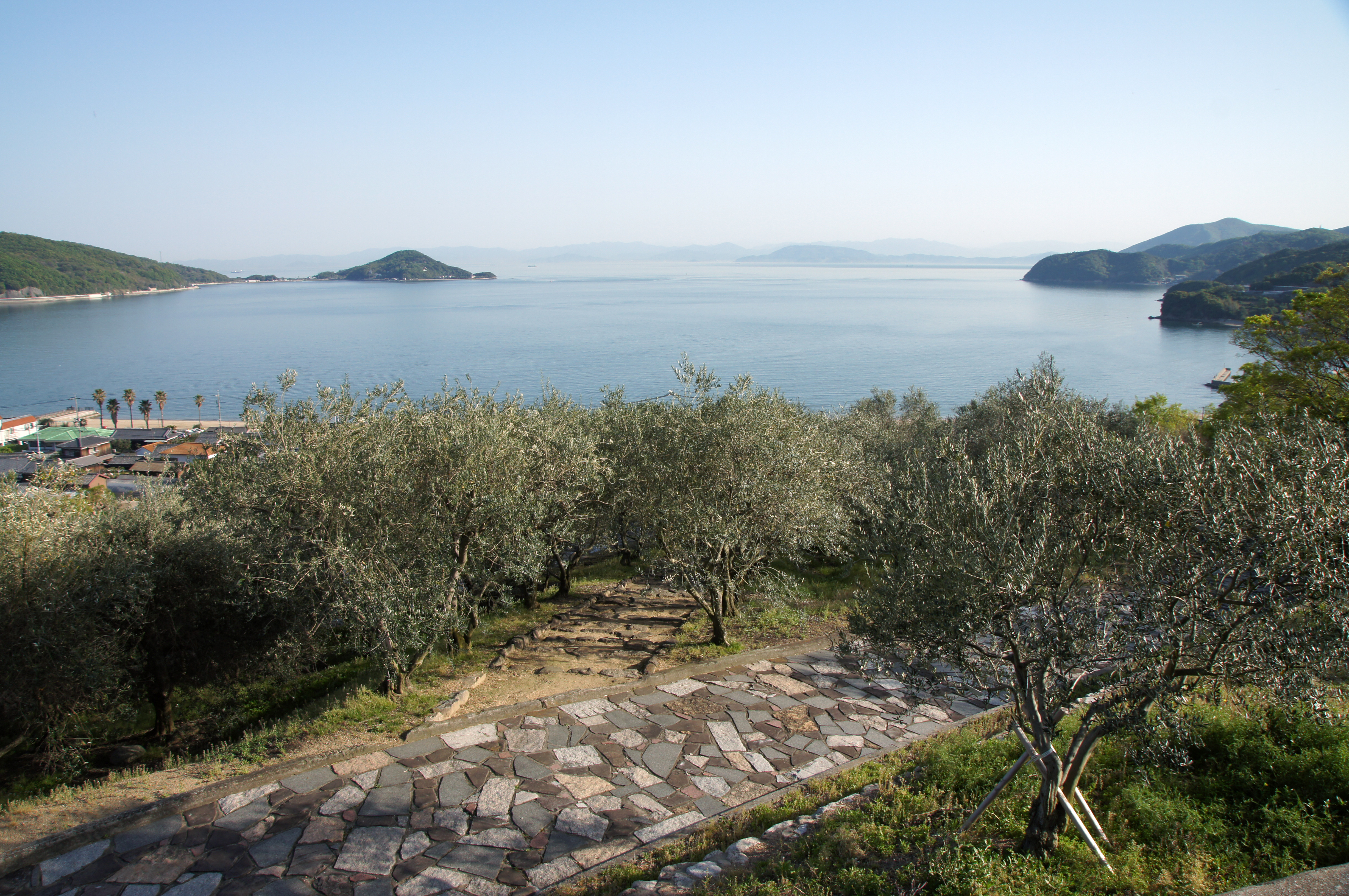
小豆島オリーブ園
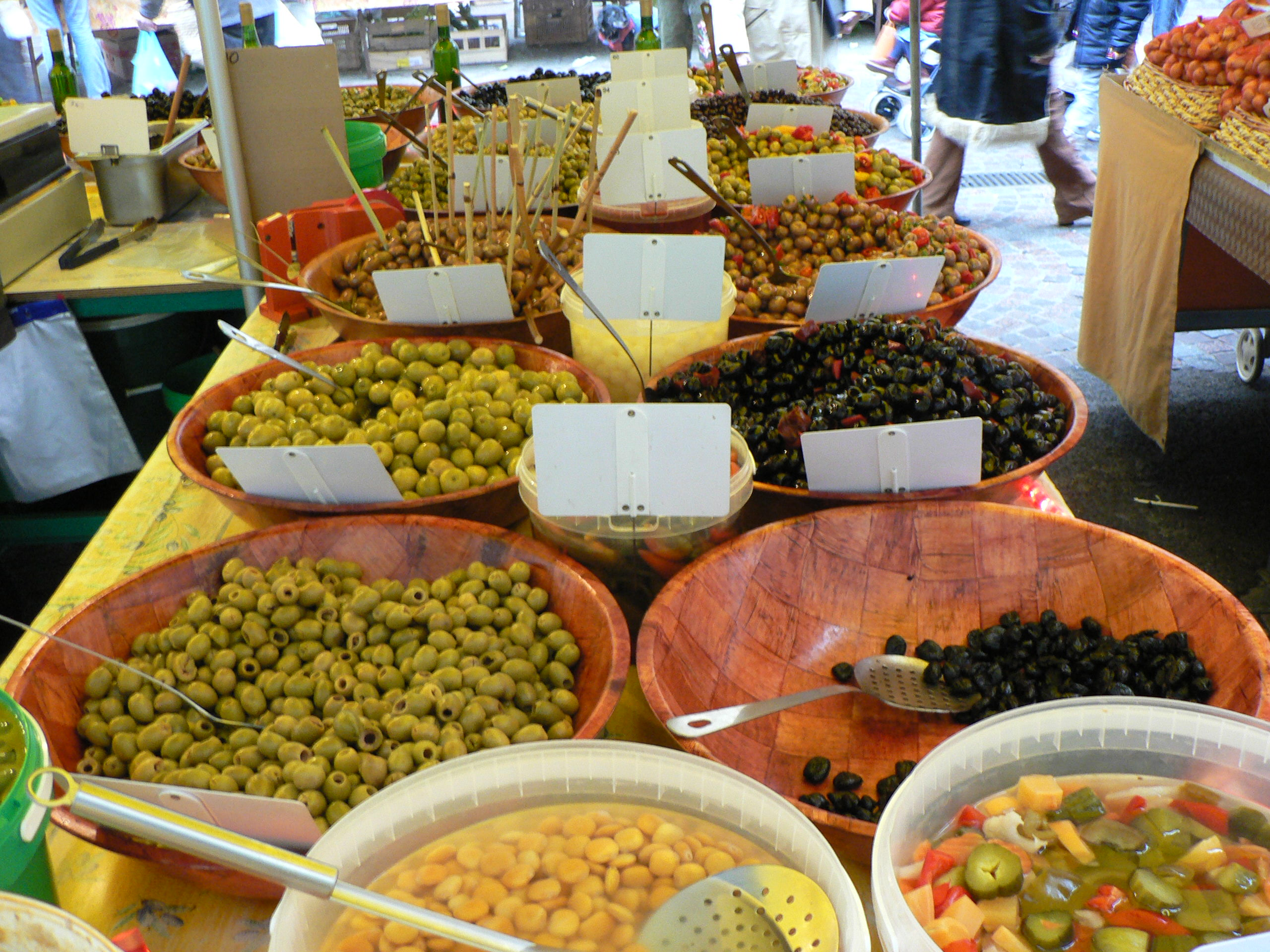
フランスの市場で売られる、様々なオリーブの実。

## 象徴としてのオリーブ

### 宗教的な儀式や象徴
ユダヤ教・キリスト教・イスラム教では、オリーブの木が「光」「食料」「清め」などと関連付けられ、敬愛されてきた。オリーブオイルは戴冠式や聖別などの宗教儀礼での「聖油」としても用いられる。キリスト教で「油を注ぐ」とはオリーブ油のことであり、カトリックでの様々な儀式での油はオリーブ油と決まっている。聖書（「マタイによる福音書」25章）の中に出てくる花婿を待つ乙女たちが灯すランプの油はオリーブ油である。
聖書は、イエス・キリストは普段からオリーブ山のふもとのゲッセマネ（「オリーブの油搾り」）の園で祈ることを好み、最後の晩餐の後もゲッセマネの園で最後の祈り（ゲツセマネの祈り）を捧げた、と伝えている。
ヨハネの黙示録11:4に、オリーブの木が登場する。「彼らは、全地の主のみまえに立っている二本のオリーブの木、また、二つの燭台である。」この2本のオリーブの木は太陽と金星を象徴している。
有名なのはエルサレムのオリーブ山にあるゲッセマネの園のオリーブである。ここにイエスがしばしば訪れ、十字架に付けられる直前にもここで祈りを捧げている。ただしオリーブは長寿ではないため、現代に伝えられているものは、後継ぎに植えられたオリーブの木である。

### 平和の象徴
オリーブの枝は、鳩とともに希望や平和の象徴となっている。これは『旧約聖書』ノアの箱舟のくだりで「神が起こした大洪水のあと、陸地を探すために箱舟にのったノアの放った鳩が、オリーブの枝をくわえて帰ってきた。これを見たノアは、水が引き始めたことを知った」との一節（『創世記』8章8-12節）に基づいている。旧約聖書やギリシヤ神話の故事から、オリーブの花言葉は「平和」「安らぎ」「知恵」「勝利」である。
オリーブの枝は、ベネディクト会のシンボルであり、同会は「オリーブ会」とも呼ばれる。

### 抵抗の象徴
パレスチナにとっても、オリーブは古代から生活に欠かせない重要な植物であった。しかし近年様々な理由でイスラエル国家や植民者によってパレスチナ人のオリーブ農場の木々が大量に引き抜かれる被害が報告されている。パレスチナがそれを再び植え直すことで、オリーブは抵抗の象徴、また、土地との繋がりを象徴するアイデンティティともなっている。

### 意匠
またオリーブの枝は、国際連合の旗（これをアカシアの葉とする説もある）や、いくつかの国の国旗や国章にも使われている。米ドル紙幣に描かれたハクトウワシの右脚には「オリーブの枝」、左脚には「矢」が握られている。
レイモンド・ローウィが、日本を代表する紙巻たばこ銘柄ピースの意匠としてデザインしたのも、オリーブの枝である。

### 古代ギリシアとギリシャ神話
古代ギリシャでは、子ども達が羊毛、果実、菓子、油壷などをオリーブの小枝に吊り下げたもの（エイレシオネ）をかついで家々を回りプレゼントを集めて回る習慣があった。このエイレシオネは戸口に飾られたが、富や豊穣を呼び込むという意味があった。
古代オリンピックでは優勝者にオリーブの葉冠（オリーブ冠）が授与された。古代には四大競技祭など特定の競技会で優勝者に月桂樹やセロリなどで作られた葉冠が授与され「神聖競技会」として特別視されており、賞金や高価な品物が授与される賞金競技会とは区別されていた。なお、月桂冠が授与されていたのは古代の四大競技祭のうちデルフォイで行われるピュティア競技祭であり、古代オリンピックで授与されていたのはオリーブの葉冠である。オリーブの木の幹で作られた葉冠には月桂樹の小枝を飾りに付けたものもある。1896年の第1回近代オリンピック以来、2004年に再びギリシャで開催されたアテネオリンピックでは、勝者に与えられたのもオリーブの冠であった。
ギリシア神話では、女神アテーナー（アテナ）は海神ポセイドーン（ポセイドン）とアッティカの領有権を争い、どちらが市民に役立つ贈り物をするかを競い、ポセイドーンは塩水の湧き出る泉もしくは戦に役立つ馬を、アテーナーは食用となる実とオリーブオイルの採れるオリーブの樹（の森）を作った。神々の投票の結果、一票差の差でオリーブが選ばれ、女神が勝利した。こうして、アテーナーはアッティカの守護女神に選ばれ、アッティカの中心となるポリスは「アテナイ」と呼ばれるようになった。オリーブは英雄ヘラクレスによって極北にある理想郷ヒュペルボレイオスの国からオリンピアに持ち込まれたという伝説がある。オリーブはフクロウとともに、女神アテーナーに付随するシンボルである。アテナイの発行した4ドラクマ銀貨は、表に女神アテーナー、裏にフクロウとオリーブの枝と三日月が刻印されていた。
オリーブの木の下で生まれることは、神聖な血統の証だった。神の血を引くアルテミスとアポロンも、ロムルスとレムスも、オリーブの木の下で生まれている。

### その他
- オリーブの樹は「太陽の樹」とも呼ばれる。オリーブの樹や枝は「太陽の象徴」（または「金星の象徴」）である。
- 古代エジプトでは、女神イシスがオリーブの栽培と利用を教えたとされる。ラムセス3世は太陽神ラーに神殿の灯油のためのオリーブ畑を捧げたとされる。
- ホメーロスはオリーブ・オイルを「液体の黄金」と謳った。オリーブ・オイルは古代地中海貿易の主要商品の一つであった。オリーブは「豊穣・富の象徴」とされる。
- 多くの詩人や科学者、芸術家、歴史学者がオリーブの木を称え、この果実に西洋世界の真の象徴という地位を与えてきた[31]。
- オリーブは「生命の木」の一つとされる。生命の木は神話上の概念であるが、そこに具体的な植物を当てはめようとしたとき、ナツメヤシ、イチジク、ボダイジュ、オリーブ、オーク、トネリコ、キスカヌや、クリスマスツリーにも使われるスギ、モミ、トウヒ、マツなどの生命力溢れる常緑樹（evergreen tree）が、生命の木の候補とされる。
- オリーブは、ギリシャ（国樹）、イスラエル（国樹）、ポルトガル（国花）の、国樹・国花である。
- イタリアの政党連合にも「オリーブの木」というのがあった。
- 日本では、香川県および同県小豆島の木・花、岡山県瀬戸内市の木に指定されている。

国際連合の旗
イタリアの国章
イスラエルの国章